# Подоле (Свентокшиське воєводство)
Подоле (пол. Podole) — село в Польщі, у гміні Опатув Опатовського повіту Свентокшиського воєводства.
Населення — 133 особи (2011).
У 1975-1998 роках село належало до Тарнобжезького воєводства.

## Демографія
Демографічна структура на день 31 березня 2011 року:
|          | Загалом | Допрацездатний вік | Працездатний вік | Постпрацездатний вік |
| -------- | ------- | ------------------ | ---------------- | -------------------- |
| Чоловіки | 65      | 10                 | 45               | 10                   |
| Жінки    | 68      | 13                 | 35               | 20                   |
| Разом    | 133     | 23                 | 80               | 30                   |